# Трибой Володимир Павлович
Володимир Павлович Трибой (нар. 8 серпня 1970, Одеса, УРСР) — радянський футболіст та український футзаліст, воротар. Майстер спорту України. Дворазовий чемпіон України, дворазовий володар Кубка України, бронзовий призер студентського чемпіонату.

## Життєпис
Вихованець одеської ДЮСШ-6 (тренер — Тамаз Елісашвілі) та СКА (тренер — Сергій Малюта). Розпочинав кар'єру в одеському СКА у другій союзній лізі. Далі пробував свої сили в різних футбольних командах СРСР та України.
Перший досвід у футзалі датується сезоном 1994/95 років, коли він зіграв за одеський МФК «Евербак» у першій українській лізі. Після чого з Олегом Безуглим та Георгієм Мельніковим перейшов до одеського «Локомотиву». Досить успішно дебютував у новій для себе грі й незабаром викликаний під прапори збірної України, у складі якої взяв участь у першому чемпіонаті Європи (5 місце), який пройшов на початку січня 1996 року. У складі збірної України став бронзовим призером студентського чемпіонату світу 1996 року. У сезонах 1995/96 та 1996/97 років беззмінний воротар «Локомотива».
У 1998 році перейшов до іллічівського «Моря», яке також виступало у вищій лізі чемпіонату України. Після сезону 1998/99 залишив професійний футзал та виступав за аматорські колективи. У 2002 році повернувся до професійного футзалу, став воротарем одеського МФК «Атлетік». Разом із командою в сезоні 2003/04 років став бронзовим призером чемпіонату України серед команд першої ліги та завоював путівку до елітного дивізіону, де з фінансових причин «Атлетік» так і не зіграв. В «Атлетиці» й завершив кар'єру гравця.
Навесні 2004 року на новій для себе посаді головного тренера привів до перемоги в Кубку Одеської області з футзалу одеський аматорський клуб «ЛУКойл», з яким також завоював срібні медалі чемпіонату Одеси.
У період 2004—2007 років працював тренером воротарів МФК «Марріон» (Одеса). У 2012 році повернувся до тренерської діяльності в МФК «Марріон» — працював із воротарями дитячої школи клубу та першої команди.
У 2015 році після трирічної перерви повернувся до тренерської діяльності, став тренером воротарів одеської команди МКВ, яка виступає в національних (у сезоні 2017/18 — у першій лізі України) та міських змаганнях. За період роботи завоював разом із командою п'ять трофеїв, серед них два титули чемпіона Одеси, а також титул переможця першої ліги Всеукраїнського фіналу Аматорської футзальної ліги України.
З початку сезону 2017/18 року паралельно з МКВ розпочав роботу тренером воротарів команди Екстра-Ліги України (вищий дивізіон чемпіонату України) МФК «Епіцентр К Авангард» (Одеса).
2019 року Володимир Трибой відкрив в Одесі школу підготовки футзальних воротарів. Це перша подібна школа в Україні.

## Досягнення
- Чемпіонат України з футзалу
  -  Чемпіон (2): 1995/96, 1996/97

- Кубок України
  -  Володар (2): 1997, 1998

- Перша ліга України з футзалу
  -  Бронзовий призер (1): 2004

- Турнір європейських чемпіонів з футзалу
  -  Бронзовий призер (1): 1997 (малі бронзові нагороди)

- Студентський чемпіонат світу з футзалу
  -  Бронзовий призер (1): 1996